# Jimmie Ivarsson
Jimmie Ivarsson, född 4 februari 1986 i Våxtorp, är en svensk volleybollspelare, spiker som säsongen 2010/2011 spelade för Jadaru Radom, med tröjnummer 12. Andra stora framgångar är spel med svenska landslaget och trefaldig svensk mästare med Falkenbergs VBK.

## Karriär
- 2005 - 2010 - Falkenbergs VBK
- 2010 - 2011 - Jadar Radom

## Framgång

### Klubb
- 2:plats SM Falkenbergs VBK (2005/2006)
- 1:plats SM Falkenbergs VBK (2006/2007, 2007/2008, 2008/2009)

### Individuella
- Upptagen i Eliterien, Sverige (2005/2006)
- Årets spelare i Elitserien, Sverige (2007/2008)